# Лібрето
Лібре́то або лібре́тто (італ. libretto — книжечка) — літературна основа вокального твору, світського або духовного, наприклад, опери, оперети, ораторії, кантати.
Лібрето пишеться у віршах, переважно римованих. Для речитативів можливе використання прози. Сюжетами для лібрето служать в основному літературні твори, перероблені згідно з музичними вимогами. Інколи лібрето — самостійна праця лібретиста чи композитора, наприклад, Штьольцеля, Вагнера, А. Н. Сєрова («Юдифь»). У видання лібрето інколи включаються ноти з метою надати основні теми твору чи його найкращі місця. Часто лібрето лише коротко пояснює події, що відбуваються на сцені, без відтворення слів арій, речитативів тощо.